# Karoline-Luise-Tunnel
Der Karoline-Luise-Tunnel ist ein etwa 1,4 Kilometer langer Straßentunnel in der Karlsruher Innenstadt. Er verläuft unter der Kriegsstraße und ist Bestandteil der städtebaulichen Kombilösung, die den innerstädtischen Verkehr neu ordnet.
Der Tunnel ist benannt nach der Markgräfin Karoline Luise von Hessen-Darmstadt, einer bedeutenden Kunstmäzenin, die wesentliche Beiträge zur Kultur in Karlsruhe leistete. 
Der Tunnel wurde am 19. Oktober 2022 offiziell eröffnet.

## Geschichte

### Ausgangslage und Planung

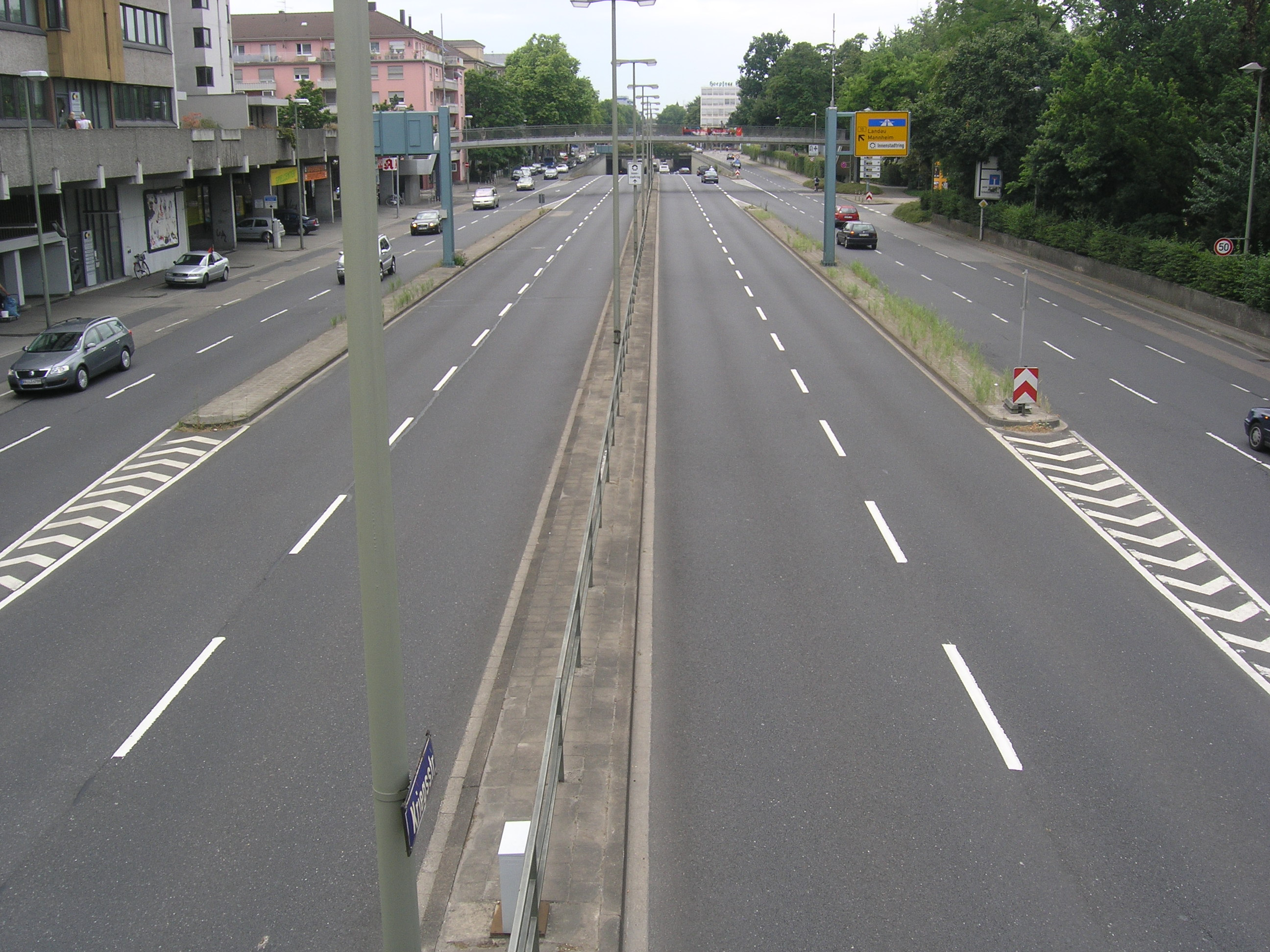
Kriegsstraße vor dem Umbau

Die Kriegsstraße spielte schon seit den 1960er- und 1970er-Jahren eine zentrale Rolle im innerstädtischen Ost-West-Verkehr. Sie wurde damals zur Hauptverkehrsachse ausgebaut und als autodominierte Stadtautobahn im Verlauf der Bundesstraße 10 konzipiert. Der Ausbau brachte bis zu zehn Fahrstreifen mit sich, darunter vier durchgehende Spuren, zwei Verflechtungsstreifen und jeweils zwei Anliegerfahrstreifen. Außerdem entstanden zwei Unterführungen am Karlstor und Ettlinger Tor. Diese Gestaltung führte zu einer starken Trennung zwischen Innenstadt und Südstadt, da Aufenthaltsqualität und Querungsmöglichkeiten stark eingeschränkt waren.
Für den Fußverkehr und Radverkehr gab es nur wenige Möglichkeiten, die Straße zu queren. Es existierten lediglich zwei Fußgängerbrücken an der Ritterstraße und an der Lammstraße sowie zwei nicht barrierefreie Unterführungen an Kreuzstraße und Hirschstraße. Erst 2011 wurde auf Höhe der Hirschstraße erstmals eine ebenerdige und barrierefreie Querung geschaffen.
Die hohe Verkehrsbelastung und die Barrierewirkung führten ab den 1990er- und vor allem in den frühen 2000er-Jahren zu politischen und stadtplanerischen Diskussionen über eine grundlegende Neugestaltung. 
Ziel des Projekts war es, neben der Süderweiterung der Innenstadt, die ehemals als Hauptverkehrsstraße genutzte Kriegsstraße zeitgemäß umzugestalten, die Trennwirkung zu reduzieren und die Aufenthaltsqualität deutlich zu steigern. Voraussetzung dafür war die Verlegung eines Teils des Autoverkehrs in einen neuen Tunnel, um die Kriegsstraße an der Oberfläche städtebaulich aufzuwerten und lebenswerter zu gestalten. Im Jahr 2002 fiel die Entscheidung für die sogenannte Kombilösung Karlsruhe, mit der die Kriegsstraße lebenswerter gestaltet werden sollte. 
Am 22. September 2002 stimmte die Karlsruher Bevölkerung im Rahmen eines Bürgerentscheids mit einer Mehrheit von 55,55 Prozent für die Umsetzung dieses Projekts.
Für die Entlüftung des Tunnels war ursprünglich eine 20 Meter hohe Abluftsäule im nordöstlichen Bereich des Karlstors geplant. Die Anlage sollte die entstehenden Abgase aufnehmen und oberirdisch ableiten. Nachdem im Jahr 2013 erheblicher Widerstand aus der Bürgerschaft und vom Bundesgerichtshof geäußert wurde, insbesondere wegen des Standortes und der optischen Wirkung auf den Stadtraum sowie Bedenken zur Luftqualität im Gerichtsbereich, beschloss der Gemeinderat Ende 2013, die Planungen für den Kamin vorerst nicht weiterzuverfolgen. Stattdessen wurde ein alternatives Lüftungskonzept entwickelt, das auf Messungen der Luftbelastung vor und nach Inbetriebnahme des Tunnels basiert und zusätzlich die Möglichkeit eines fotokatalytischen Abbaus von Stickoxiden vorsieht. Ein Abluftturm sollte, falls doch erforderlich, künftig nicht mehr als massiver Rundturm, sondern als gestalterisch unauffälligere, prismatische Anlage realisiert werden.

### Vorbereitung und Baustart
Nachdem der politische Beschluss zur Umsetzung der Kombilösung gefallen war, begannen bereits ab Januar 2014 die vorbereitenden Arbeiten entlang der Kriegsstraße, insbesondere östlich der Ritterstraße, am Ettlinger-Tor-Platz und am Mendelssohnplatz. Hier wurden zunächst Versorgungsleitungen und Rohrleitungen umgelegt, um Platz für den späteren Tunnelbau zu schaffen. Im Bereich der späteren Rampe zur Ludwig-Erhard-Allee wurden so die Grundlagen für die Umgestaltung geschaffen. Im Zuge dieser Arbeiten mussten auch rund hundert erst 1998 gepflanzte Linden im westlichen Bereich der Ludwig-Erhard-Allee gefällt werden, während der Großteil der Bäume in den mittleren und östlichen Abschnitten erhalten blieb. Gleichzeitig wurde das südliche Ende der Kapellenstraße so umgebaut, dass es künftig rechtwinklig in die Ludwig-Erhard-Allee einmündet und die Straßenbahnschienen wurden entsprechend verlegt.
Im Bereich Ettlinger Tor erfolgte Mitte Januar 2014 die Sperrung des nach Süden führenden Abschnitts der Ettlinger Straße ab der Kriegsstraße, während die Fahrbeziehung nach Norden in die Innenstadt zunächst erhalten blieb. Im Jahr 2015 wurde die bestehende Unterführung am Ettlinger Tor abgerissen und die alten Rampen wurden verfüllt. Gleichzeitig wurden provisorische Verkehrsführungen eingerichtet, um den Verkehr während der Bauzeit aufrechtzuerhalten. Ab Mitte 2014 wurde die Unterführung am Ettlinger Tor für den Autoverkehr gesperrt, da dort auch parallel der Tunnel für die neue Straßenbahnlinie gebaut wurde. Der Verkehr wurde in dieser Zeit oberirdisch um das Baufeld herumgeführt. In diesem Bereich entstand der neue Autotunnel oberhalb des Straßenbahntunnels. Die Bauarbeiten in diesem Abschnitt waren mit etwa zwei Jahren veranschlagt.
Ab 2015 begannen die Arbeiten an den Rampen am westlichen Beginn der Ludwig-Erhard-Allee und am Mendelssohnplatz. Zuvor wurden die jeweils zweispurigen Fahrbahnen verengt und verschwenkt, um die Baufelder freizugeben. Die Bauarbeiten für die Rampen starteten im Norden und wurden nach Süden fortgeführt, ohne dass die Verkehrsverbindung komplett unterbrochen wurde.
Der symbolische Spatenstich für den Umbau der Kriegsstraße fand am 21. April 2017 statt und markierte den offiziellen Baustart für diesen Teil der Kombilösung. Im Jahr 2016 war der Bereich am Karlstor zunächst noch nicht von größeren Baumaßnahmen betroffen. Zu dieser Zeit wurde der Straßenbahnverkehr im Westen weiterhin über die Kriegsstraße und im Osten über die Rüppurrer Straße geführt, da die Ettlinger Straße wegen der Bauarbeiten an der U-Strab für die Straßenbahn gesperrt war.

### Tunnelbau
Der eigentliche Tunnelbau begann im Jahr 2016 und wurde in sogenannter offener Bauweise realisiert. Zunächst entstanden rückverankerte Bohrpfahlwände, die bis zu neun Meter tiefe, wasserdichte Baugruben ermöglichten. In insgesamt zehn Bauabschnitten wurden die Tunnelwannen nach und nach betoniert und später mit Deckenplatten verschlossen. Aufgrund des hohen Grundwasserdrucks im Karlsruher Untergrund kamen spezielle Abdichtungsverfahren zum Einsatz, um einen dauerhaften Schutz des Bauwerks zu gewährleisten.
Ab dem symbolischen Spatenstich am 21. April 2017 schritt der Bauabschnitt Kriegsstraße planmäßig voran. Im Jahr 2019 wurde am Mendelssohnplatz eine Hilfsbrücke errichtet, damit der Verkehr während der Bauarbeiten weiterfließen konnte. Im Verlauf der Arbeiten wurden außerdem die noch bestehenden Fußgängerbrücken nach und nach abgebaut, wobei provisorische ebenerdige Übergange geschaffen wurden, bevor nach Abschluss der Gesamtmaßnahme die endgültigen Querungen eingerichtet wurden. Im Jahr 2020 erreichte der Tunnelbau schließlich auch den Bereich um das Karlstor.
Die ursprünglich für 2021 geplante Eröffnung des Tunnels verzögerte sich wegen Materialengpässen, technischen Problemen an der Lüftungsanlage und umfangreichen Sicherheitsprüfungen. Erst am 19. Oktober 2022 wurde der Tunnel offiziell für den Autoverkehr freigegeben.
Die Baukosten für den Autotunnel unter der Kriegsstraße beliefen sich auf etwa 230 Millionen Euro, wobei die Finanzierung zu einem großen Teil durch Fördermittel von Bund und Land unterstützt wurde. Die Kosten für die oberirdische Umgestaltung der Kriegsstraße beliefen sich auf rund 500 Millionen Euro, wovon etwa 367 Millionen Euro von der Stadt Karlsruhe getragen wurden.

### Neugestaltung der Kriegsstraße

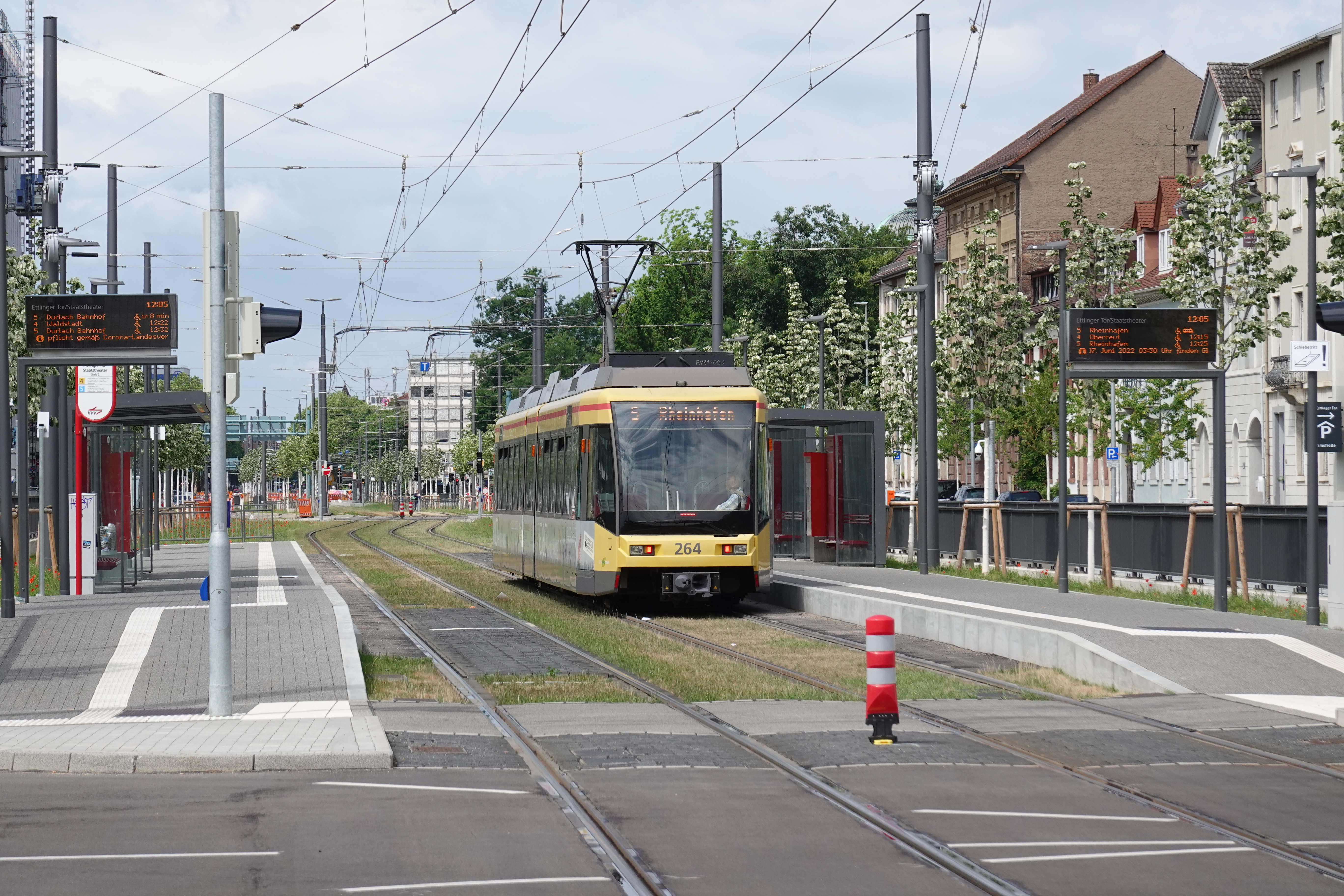
In der Kriegsstraße wurde die neue Straßenbahnstrecke als Rasengleis gebaut

Parallel zum Tunnelbau wurde die Kriegsstraße an der Oberfläche grundlegend neugestaltet. Die zuvor sehr breite und vom Autoverkehr dominierte Straße konnte nach der Verlagerung des Durchgangsverkehrs in den Tunnel stark verschmälert werden. Zwischen Karlstor und Ritterstraße verbleibt heute pro Richtung jeweils nur noch ein Fahrstreifen. Im Bereich der Ritterstraße wurde eine neue, ebenerdige und barrierefreie Querung für Fußgänger und Radfahrer geschaffen. 
Auch im Abschnitt zwischen Ritterstraße und Lammstraße wurde die Anzahl der Fahrstreifen deutlich reduziert. Ergänzend entstand dort ein Abbiegefahrstreifen sowie ein Wendefahrstreifen auf der Ostseite des Kreuzungsbereichs. Die beiden Fußgängerbrücken im Bereich der Ritter- und der Lammstraße wurden entfernt und durch neue ebenerdige Übergänge ersetzt. Im Abschnitt zwischen Lammstraße und Ettlinger Tor blieb auf der Südseite ein Fahrstreifen erhalten, während auf der Nordseite wegen der Zufahrt zum Parkhaus teilweise zwei Spuren bestehen. 
Östlich des Ettlinger Tors verläuft die Kriegsstraße zunächst mit je einem Fahrstreifen, weiter östlich mit zwei pro Richtung. Die bisherigen Unterführungen wurden durch ebenerdige, barrierefreie Querungen ersetzt, unter anderem an der Kreuzstraße und in Höhe der Adlerstraße. Kurz hinter der Kapellenstraße reduziert sich die Fahrbahn erneut auf je einen Streifen neben den Rampen. 
Die gesamte Kriegsstraße wurde im Rahmen dieser Umbaumaßnahmen mit neuen Querungsmöglichkeiten für Fußgänger und Radfahrer, durchgehenden Radwegen und bis zu vier Baumreihen gestaltet. Dadurch wandelte sich die Kriegsstraße von einer Verkehrsschneise zu einer modernen Allee mit deutlich höherer Aufenthaltsqualität und verbesserter Verbindungsfunktion zwischen den angrenzenden Stadtteilen.

## Technische Details

### Tunnelverlauf

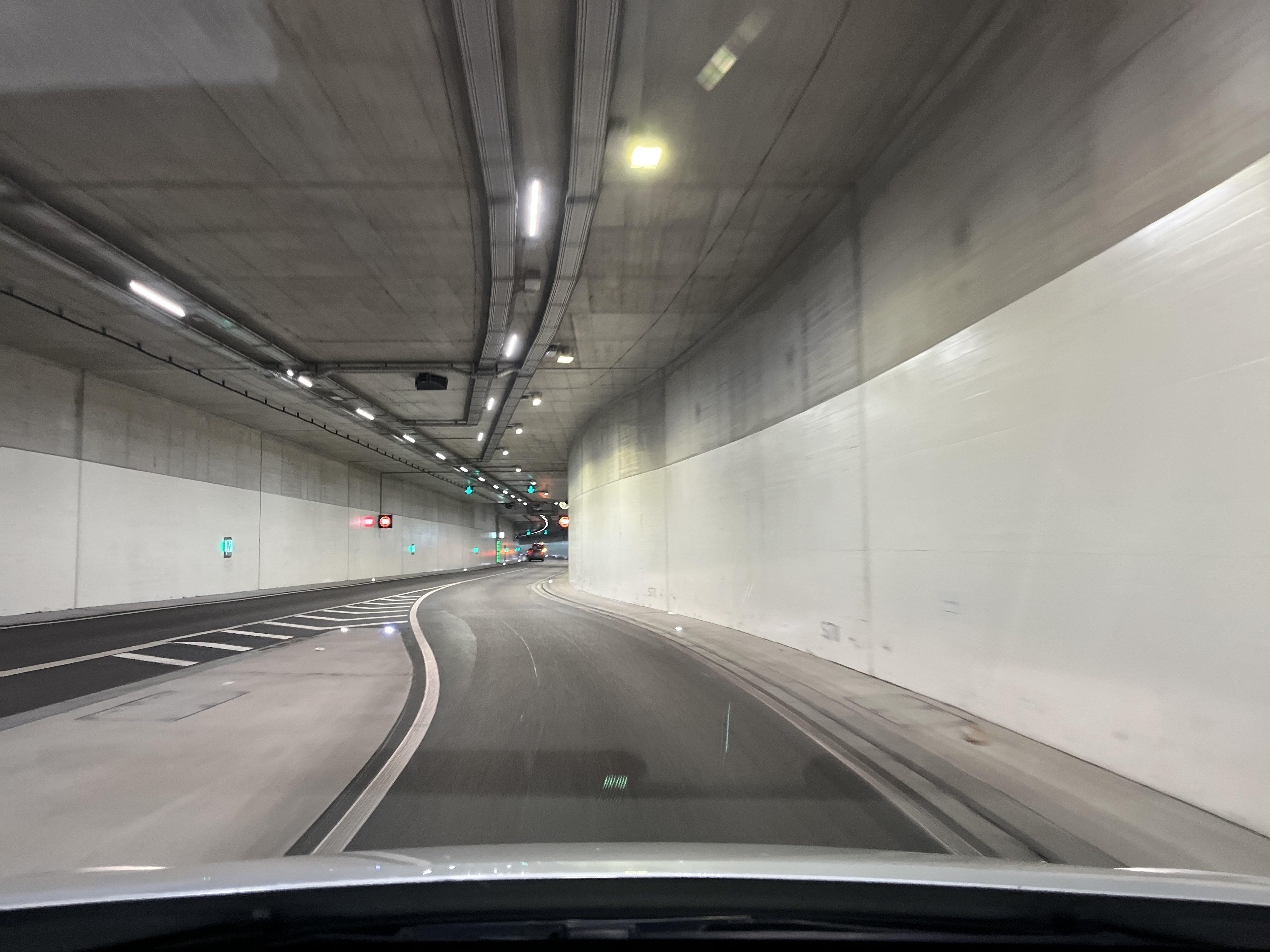
Einfahrtsrampe auf Höhe Ettlinger Tor

Der Tunnel beginnt im Westen mit dem Anschluss an die bestehende Unterführung am Karlstor, die weiterhin genutzt wird, jedoch durch eine neue Mitteltrennwand in zwei Fahrtrichtungen getrennt ist. Im Osten ersetzt er die frühere Unterführung am Ettlinger Tor vollständig. Zwischen Karlstor und Ettlinger Tor wurden je zwei Rampenpaare angelegt, über die Anbindungen an die Ritterstraße und die Lammstraße bestehen. Im Bereich der Kapellenstraße teilen sich die beiden Fahrtrichtungen in zwei getrennte Tunnelröhren auf, da sich oberirdisch die Straßenbahntrasse zwischen den Rampen befindet.
Zudem ist das Parkhaus des Einkaufszentrums Ettlinger Tor Karlsruhe unterirdisch an den Tunnel angeschlossen, mit einer Einfahrt aus Richtung Osten und einer Ausfahrt Richtung Westen.

### Maße
- Länge: ca. 1.360 Meter (Südröhre) und 1.400 Meter (Nordröhre)
- Fahrbahnbreiten:
  - Fahrbahnen 3,50 m
  - Rampenfahrbahnen 3,25 m
  - Standstreifen 2,00 m (nur bei einstreifiger Fahrbahn)
- Notgehwege: links ca. 1,45 m, rechts ca. 1,00 m
- Tunnelinnenbreite: ca. 8,0 m (einstreifig), ca. 9,45 m (zweistreifig)
- Außenmaße: ca. 20,35 m zwischen Kreuzstraße und Mendelssohnplatz; bis zu 31 m an Rampen und Parkhausanbindung
- Tunnelsohle liegt ca. 7 bis 9 m unter Gelände

### Sicherheit
- 36 Lüfter für Brandrauchabsaugung und Frischluftzufuhr
- 23 Notrufnischen
- 89 Kameras zur Verkehrsüberwachung
- 12 Feuerwehrhydranten
- Fluchttüren, Feuerwehrschächte, automatische Brandmeldeanlagen mit Reaktionszeit unter 60 Sekunden

## Verkehrsbelastung und Wirkung
Seit der Eröffnung nutzen täglich rund 20.000 bis 22.000 Kraftfahrzeuge den Tunnel. Er entlastet die Oberfläche der Kriegsstraße erheblich. Radar- und Infrarot-Blitzanlagen registrierten bereits im ersten Jahr über 60.000 Geschwindigkeitsüberschreitungen, was vereinzelt zu Diskussionen über die Verkehrsüberwachung führte. Insgesamt trägt der Tunnel zur besseren Verkehrsverteilung in der Innenstadt bei.